# Thyreus himalayensis
Thyreus himalayensis är en biart som först beskrevs av Radoszkowski 1893.  Thyreus himalayensis ingår i släktet Thyreus och familjen långtungebin. Inga underarter finns listade i Catalogue of Life.